# Christian Tissier

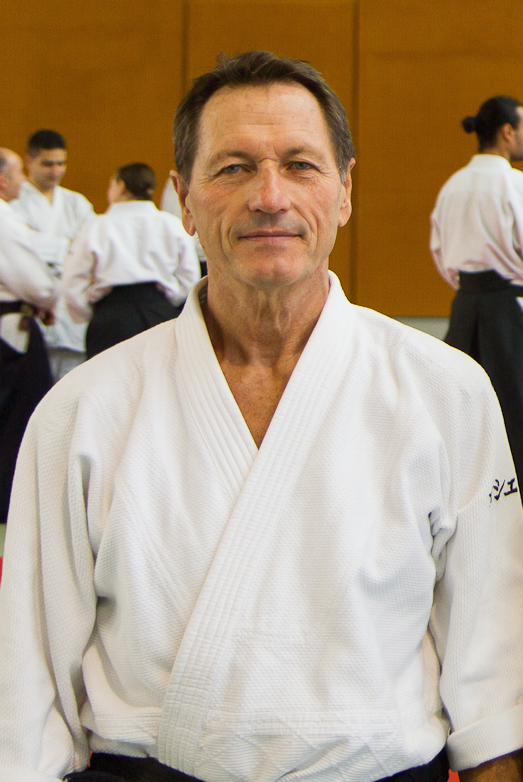
Christian Tissier Shihan (2013)

Christian Tissier (* 7. Februar 1951 in Paris) ist ein hochrangiger französischer Aikidō-Lehrer (8. Dan) und trägt den Titel eines Shihan der Aikikai.

## Leben
Im Alter von elf Jahren begann Christian Tissier mit dem Aikidō-Training unter Nakazono.
Er erwies sich als sehr begabt und erhielt bereits 1968 im Alter von 17 Jahren den zweiten Dan.
Mit 18 Jahren plante er einen sechsmonatigen Aufenthalt in Japan, aus dem jedoch acht Jahre wurden. Während seines Aufenthalts trainierte er im Aikikai Honbu Dōjō.
Gleichzeitig lernte er Kenjutsu und Kickboxen. Seine wichtigsten Lehrer waren Seigo Yamaguchi und Dōshū Kisshōmaru Ueshiba, der Sohn des Aikido-Begründers Ueshiba Morihei.
1976 kehrte er nach Paris zurück und eröffnete sein eigenes Dōjō.
Er ist Gründer des französischen Aikidōverbandes Fédération française d’aïkido, d’aïkibudo et affinitaires (FFAAA).
1998 verlieh ihm Kisshōmaru Ueshiba persönlich den 7. Dan Aikidō. Kurz darauf erhielt er als erster Nichtjapaner den Ehrentitel Shihan.
Anfang 2016 verlieh ihm Dōshū Moriteru Ueshiba den 8. Dan Aikidō.
Seit 2000 ist er technischer Direktor der Aikido Föderation Deutschland.
Nahezu jedes Jahr findet in Paris ein traditioneller Oster-Lehrgang statt, zu dem viele Hundert Aikidoka kommen.
Christian Tissier ist Autor einer Reihe von Aikidō-Lehrbüchern in französischer Sprache sowie Publizist für Lehrvideos für Aikidō und Kenjutsu.

## Werke

### Bücher
- Aikido Fondamental. Sedirep, Boulogne 1988 (1979) ISBN 2-901551-10-6
- Aikido Fondamental – Tome 2: Culture et Traditions. Sedirep, Boulogne; 1995 (1981) ISBN 2-901551-00-9
- Aikido Fondamental – Tome 3: Aiki-jo: Techniques de Bâton. Sedirep, Boulogne; 1991 (1983) ISBN 2-901551-17-3
- Aikido – Initiation. Sedirep, Boulogne; 1995 (1983) ISBN 2-901551-14-9
- Aikido Fondamental – Tome 4: Techniques avancées. Sedirep, Boulogne; 1995 (1987) ISBN 2-901551-40-8
- Aikido – Progression technique du 6ème Kyu au 1er Dan. Sedirep, Boulogne; 1996 (1990) ISBN 2-901551-57-2

### Videos
- Aikiken – Bokken-Kenjutsu – mes choix pour l’étude du Ken
- Aikido – Progression technique du 6ème Kyu au 1er Dan.

### DVDs
- Principes et applications – Volume 1 : immobilisations
- Principes et applications – Volume 2 : projections
- Principes et applications – Coffret : immobilisations et projections
- Variations et applications